# 배틀 스피리츠 혁명의 갈레트
《배틀 스피리츠 혁명의 갈레트》(バトルスピリッツ 赫盟のガレット)는 2020년 8월 28일부터 2021년 4월 23일까지 유튜브에서 착신된 웹 애니메이션이다.